# Gouvernement Bunyaket
Thaïlande
11e cabinet
(Khuang Aphaiwong I) 13e cabinet
(Seni Pramot I)
Le gouvernement Thawi Bunyaket (thaï : คณะรัฐมนตรีทวี บุณยเกตุ, litt. Cabinet Thawi Bunyaket) est le douzième gouvernement de la Thaïlande, entre le 1er et le 17 septembre 1945. 
Il est dirigé par Thawi Bunyaket, précédemment ministre de l'Éducation au sein du gouvernement précédent, le premier de Khuang Aphaiwong, Premier ministre démissionnaire sortant.
Il s'agit du gouvernement thaïlandais le plus éphémère : le chef du gouvernement, ainsi que son cabinet, remettent après seulement 17 jours leur démission. Le premier gouvernement Seni Pramot lui succède.

## Historique du mandat

### Formation
À la suite de la démission de Khuang Aphaiwong et de son gouvernement le 16 août 1945, la troisième législature de la Chambre des représentants se réunit le 23 août pour élire un nouveau Premier ministre. 
Thawi Bunyaket, ministre de l'Éducation sous le gouvernement précédent, reçoit la confiance de la chambre basse. Il est ensuite nommé et investi le même jour.
Le jour suivant, son gouvernement est nommé.

### Fin
Le 17 août 1945, le Premier ministre et son gouvernement remettent leurs démissions. Le même jour, la Chambre des représentants se réunit à nouveau pour élire un nouveau Premier ministre. Seni Pramot, ambassadeur de la Thaïlande aux États-Unis et chef des Forces thaïlandaises libres, reçoit la confiance de celle-ci, puis est ensuite nommé et investi Premier ministre.

## Composition

### Premier ministre et ministres
| Fonction | Nom                              |
| --- | -------------------------------- |
| Premier ministre Ministre des Affaires étrangères Ministre de l'Agriculture Ministre de la Santé publique Ministre de l'Éducation | Thawi Bunyaket                   |
| Ministre des Finances Ministre de la Justice                                                                                      | Direk Chainam                    |
| Ministre de la Défense | Chit Mansin Sinadyotharak        |
| Ministre de l'Industrie Ministre des Transports                                                                                   | Saprang Thephasadin na Ayutthaya |
| Ministre du Commerce Ministre de l'Intérieur                                                                                      | Bung Supachalasai                |
| Ministre sans portefeuille | Thawi Tawetikul                  |
| Ministre sans portefeuille | Wichit Lulitanon                 |
| Ministre sans portefeuille | Sitthi Junnanon                  |
| Ministre sans portefeuille | Tree Teeranasarn                 |
| Ministre sans portefeuille | Thong-in Phuripat                |
| Ministre sans portefeuille | Tiang Sirikhan                   |
| Ministre sans portefeuille | Thawin Udon                      |
| Ministre sans portefeuille | Phueng Srichan                   |
| Ministre sans portefeuille | Thong Kanthatham                 |
| Ministre sans portefeuille | Sanguan Tularak                  |
| Ministre sans portefeuille | Pao Chakkaphak                   |
| Ministre sans portefeuille | Chamlong Daoruang                |
| Ministre sans portefeuille | Wut Suwanrak                     |

### Vice-ministres
- Vice-ministres de la Défense : Sangwon Suwannacheep, Kap Tattanon
- Vice-ministre de la Santé publique : Prachuap Bunnag
- Vice-ministre du Commerce : Duean Bunnag
- Vice-ministre de l'Intérieur : Adul Aduldejarat